# 洪士銘
洪士铭（1631年—1678年），字日升，号畏轩，福建南安人，清初政治人物，進士出身。

## 生平
洪士铭为明末清初贰臣洪承畴与发妻李氏之子，顺治十二年（1655年）登乙未科进士，授礼部主事，官至太常寺少卿。